# International Folklore Festival Lusatia

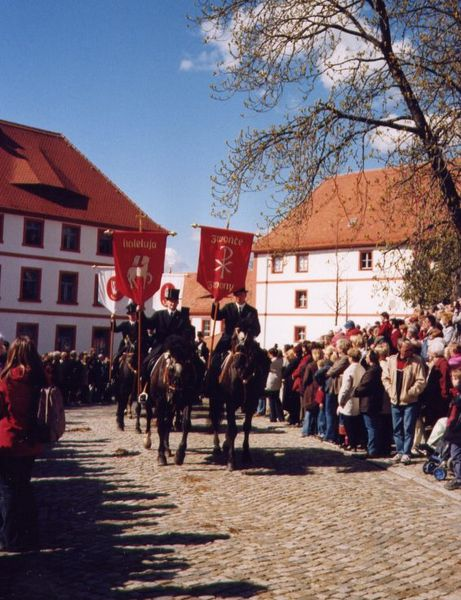
Traditionell ritt.

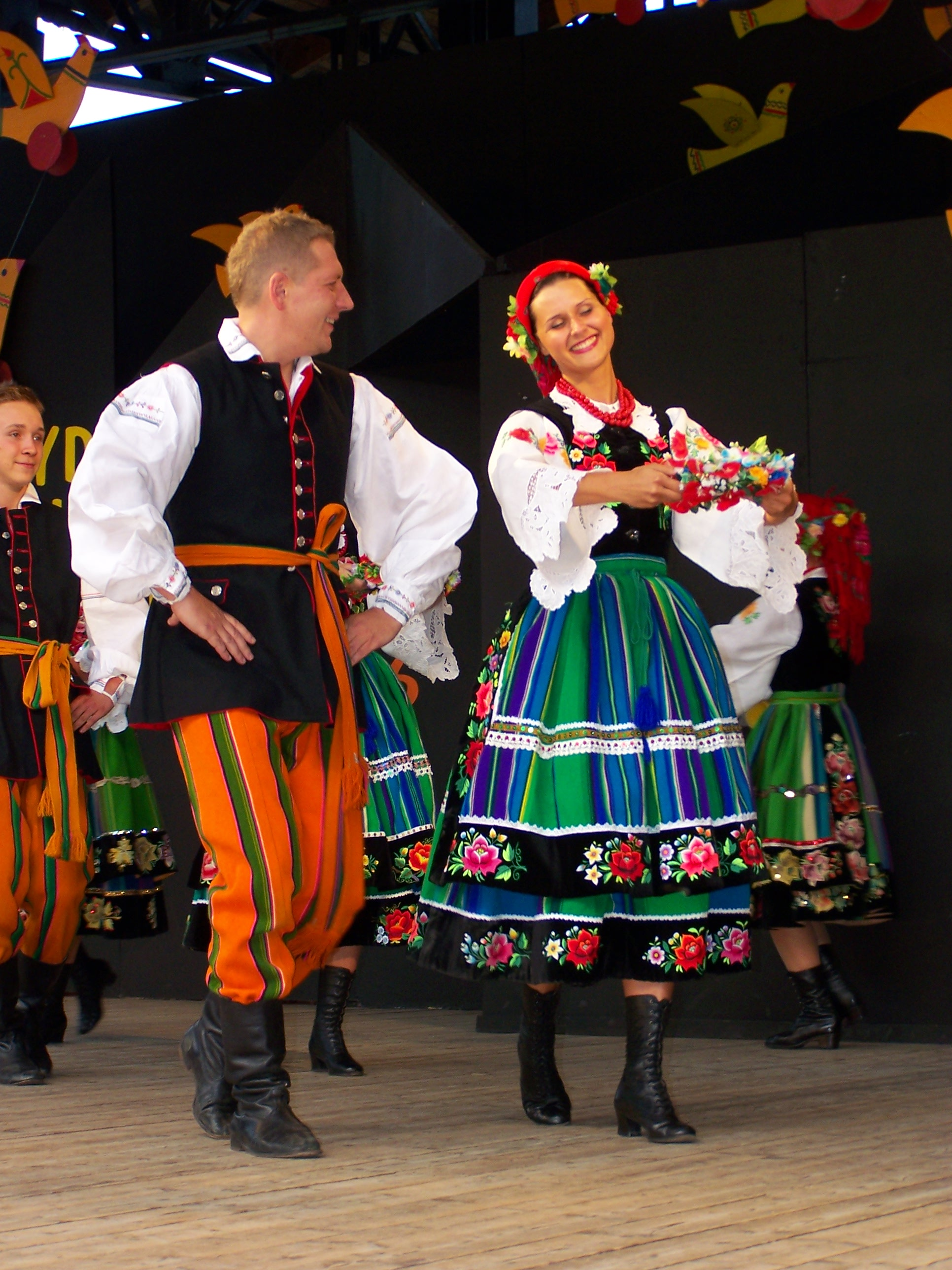
TKB - Beskid z Bielska-Białej. (Polska).

Internationella Folklorefestivalen i Lausitz (sorbiska: mjezynarodny folklorny festiwal Łužica, tyska: Internationales Folklorefestival Lausitz, engelska: International Folklore Festival Lusatia) är en internationell folkminnesfestival kring sorbisk kultur i Lausitz, Tyskland. Organisatör är Domowina-Bautzen, Landkreis Kamenz och arrangemanget äger rum i Chrósćicy/Crostwitz.